# Comuna Lunca de Jos, Harghita
Lunca de Jos (în maghiară: Gyimesközéplok) este o comună în județul Harghita, Transilvania, România, formată din satele Barațcoș, Lunca de Jos (reședința), Poiana Fagului, Puntea Lupului, Valea Boroș, Valea Capelei, Valea Întunecoasă, Valea lui Antaloc și Valea Rece.

## Demografie
Componența etnică a comunei Lunca de Jos
     Maghiari (92,72%)
     Romi (1,47%)
     Alte etnii (0,98%)
     Necunoscută (4,83%)
Componența confesională a comunei Lunca de Jos
     Romano-catolici (93,85%)
     Alte religii (1,1%)
     Necunoscută (5,05%)
Conform recensământului efectuat în 2021, populația comunei Lunca de Jos se ridică la 5.093 de locuitori, în scădere față de recensământul anterior din 2011, când fuseseră înregistrați 5.328 de locuitori. Majoritatea locuitorilor sunt maghiari (92,72%), cu o minoritate de romi (1,47%), iar pentru 4,83% nu se cunoaște apartenența etnică. Din punct de vedere confesional, majoritatea locuitorilor sunt romano-catolici (93,85%), iar pentru 5,05% nu se cunoaște apartenența confesională.

## Politică și administrație
Comuna Lunca de Jos este administrată de un primar și un consiliu local compus din 15 consilieri. Primarul, Karoly Gergely[*], de la Uniunea Democrată Maghiară din România, este în funcție din 2016. Începând cu alegerile locale din 2024, consiliul local are următoarea componență pe partide politice:
|  | Partid                                 | Consilieri | Componența Consiliului | Componența Consiliului | Componența Consiliului | Componența Consiliului | Componența Consiliului | Componența Consiliului | Componența Consiliului | Componența Consiliului | Componența Consiliului | Componența Consiliului | Componența Consiliului | Componența Consiliului |
|  | -------------------------------------- | ---------- | ---------------------- | ---------------------- | ---------------------- | ---------------------- | ---------------------- | ---------------------- | ---------------------- | ---------------------- | ---------------------- | ---------------------- | ---------------------- | ---------------------- |
|  | Uniunea Democrată Maghiară din România | 12         |                        |                        |                        |                        |                        |                        |                        |                        |                        |                        |                        |                        |
|  | Alianța Maghiară din Transilvania      | 3          |                        |                        |                        |                        |                        |                        |                        |                        |                        |                        |                        |                        |